# Corrado Casalini
Corrado Casalini (Bolonia, Provincia de Bolonia, Italia, 2 de noviembre de 1914 - 28 de marzo de 1993) es un exfutbolista italiano. Se desempeñaba en la posición de centrocampista.

## Clubes
| Club                | País   | Año         |
| ------------------- | ------ | ----------- |
| A. C. Prato         | Italia | 1936 - 1938 |
| A. C. Siena         | Italia | 1938 - 1939 |
| Juventus F. C.      | Italia | 1939 - 1940 |
| Pro Vercelli Calcio | Italia | 1940 - 1941 |
| A. C. Cuneo         | Italia | 1941 - 1942 |